# Modelleisenbahn Faszination Gotthardbahn

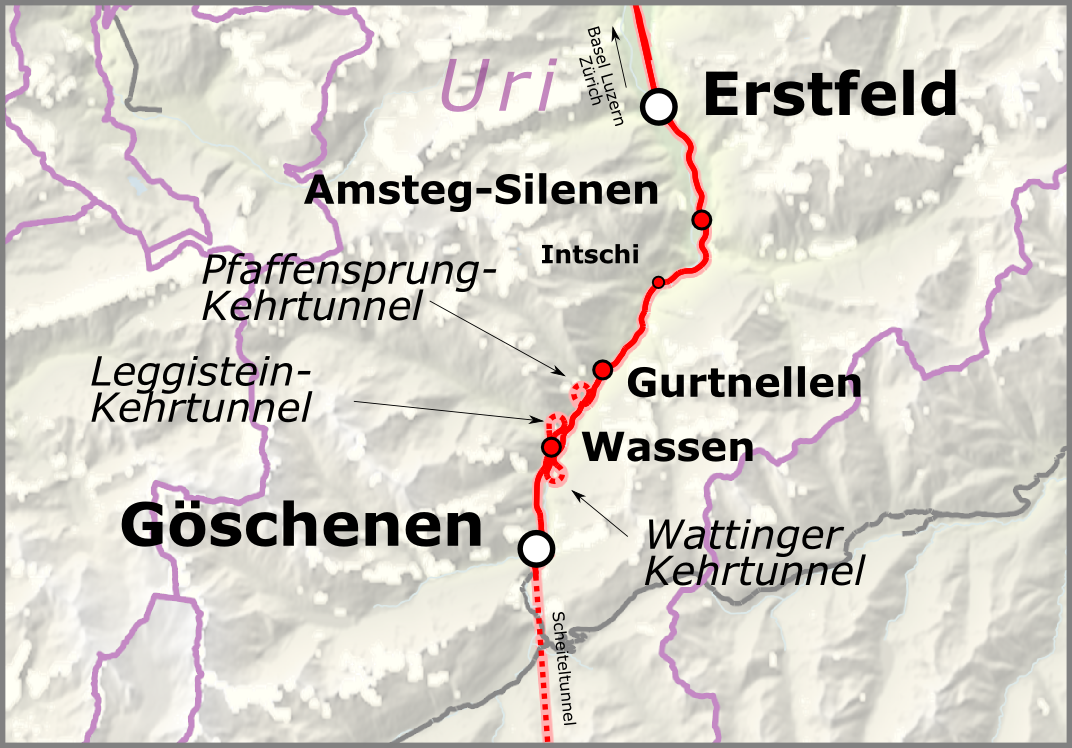
Nordrampe der Gotthardbahn, die durch die Modelleisenbahnanlage dargestellt wird.

Die Modelleisenbahn Faszination Gotthardbahn ist eine Dauerausstellung zu dem Thema Gotthardbahn der Schweizerischen Bundesbahnen, mit einer realistischen Nachbildung der Gotthard-Nordrampe als Modelleisenbahn im Maßstab 1:87. Die Ausstellung befindet sich in dem Ortsteil Reichelshofen (Steinsfeld/Bayern) bei Würzburg und Rothenburg ob der Tauber.

## Geschichte

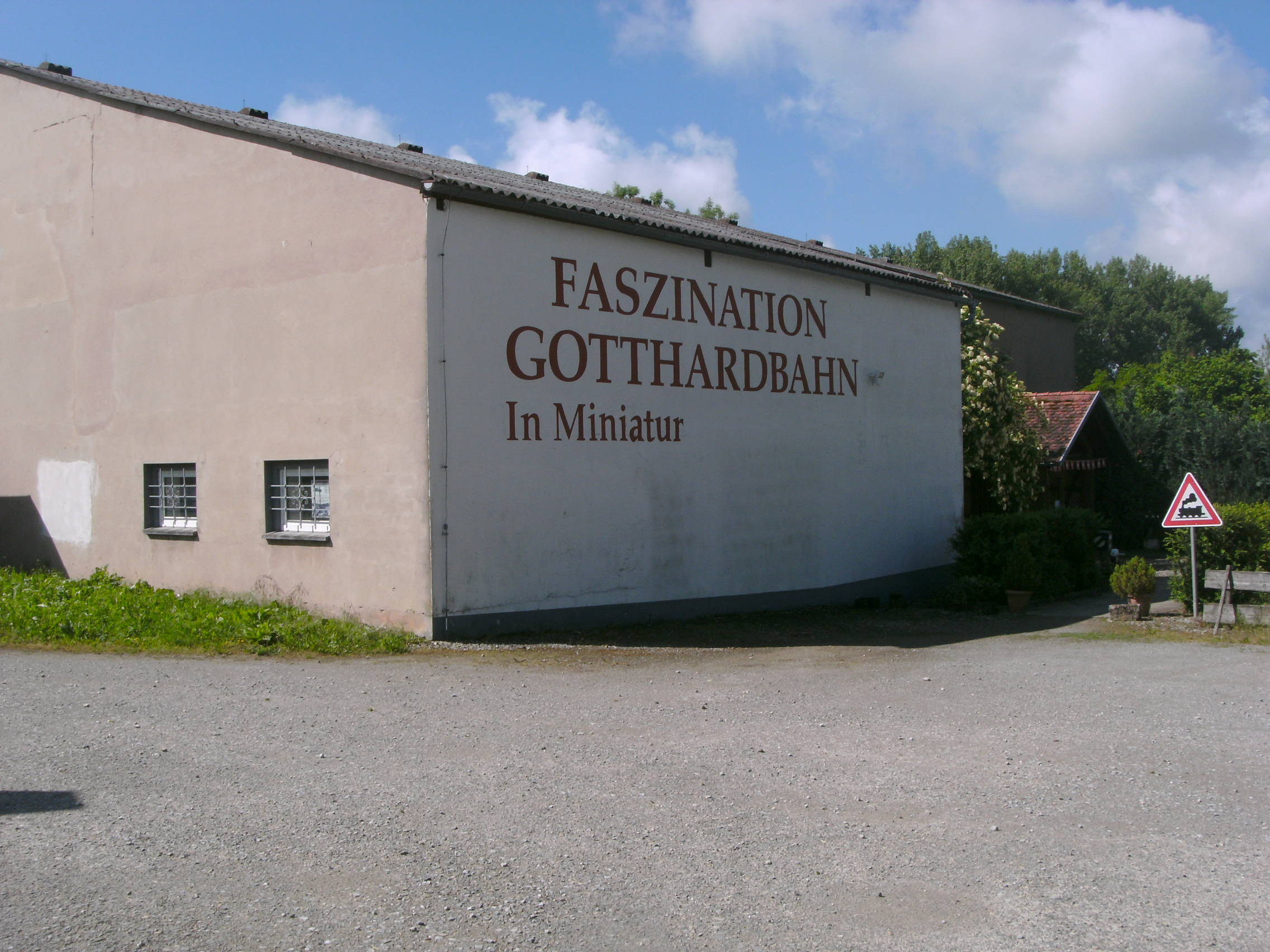
Dauerausstellung Faszination Gotthardbahn in Steinsfeld-Reichelshofen

Betreiber der Anlage ist Sieglinde Köttgen. Die Anlage ist aus dem Wunsch heraus entstanden, die über fünfzig Jahre in der Familie gesammelten Modelle der Nenngröße H0 der Nachwelt zu erhalten. Zu diesem Zweck wurde im Jahr 2000 die Gebäude eines Landwirtschaftsbetriebes gekauft und für die Ausstellung entsprechend umgebaut. Wann genau die Anlage der Öffentlichkeit zugänglich gemacht wurde, ist unbekannt, aber ab 2002 stand ein spezieller Parkplatz für die Besucher zur Verfügung.

## Beschreibung
Auf der Anlage, deren Aufbau 2001 begann, sind 900 Meter Schienen nach Original-Gleisplänen verlegt. Es wurde die Topografie des Vorbilds nachgebaut und die Orte und Bahnhöfe von Erstfeld bis Göschenen nach Originalplänen und Fotografien nachgebildet. Die nachgebildete Nordrampe ist im Vorbild 30 km lang und steigt von Erstfeld auf 472 Meter über Meer bis zum Scheiteltunnel auf über 1100 Meter über Meer. Der Höhenunterschied der dargestellten Strecke beträgt in Wirklichkeit 600 m, im Modell etwas mehr als 2,5 m. Sie ist besonders interessant wegen der künstlichen Längenentwicklung der Gebirgsbahn mit vielen Brücken, Schutzbauten und drei Kehrtunneln beim Ort Wassen: den Pfaffensprung-, den Wattinger- und den Leggisteintunnel. Der Pfaffensprungtunnel ist ein Kreiskehrtunnel, die beiden anderen Tunnel gehören zu einer Doppelschleife.
Die Anlage im Modellmaßstab 1:87 (Nenngröße H0) mit 260 m² Grundfläche ist als ein Zweileiter-Digitalsystem mit einem elektronischen Stellwerk für die 214 Weichen ausgeführt. Die Oberleitung mit den Portalen sind in der Anlage nur Attrappen. Im normalen Vorführbetrieb werden die Züge auf der zweispurigen Strecke im Blockbetrieb gesteuert.
Die Strecke der Gotthardbahn wird in der Form gezeigt, wie sie in den 1960er- und den 1970er-Jahren betrieben wurde. Die damals vorhandenen Betriebsgebäude und Gleise werden dargestellt, ebenso die damalige eingesetzte Signaltechnik und die verwendeten Fahrzeuge. Es werden vorbildgerechte Elektrolokomotiven eingesetzt wie zum Beispiel das Schweizer Krokodil. Die inzwischen parallel dazu erbaute Autobahn A2 gibt es im Modell nicht. Die Gestaltung der die Bahnstrecke umgebenden Landschaft und Siedlungen richtet sich an der dargestellten Epoche aus. Allerdings sind auf der begleitenden Straße neben vielen Autos aus der Epoche vielleicht etwas mehr Radfahrer unterwegs als damals in der Realität üblich.

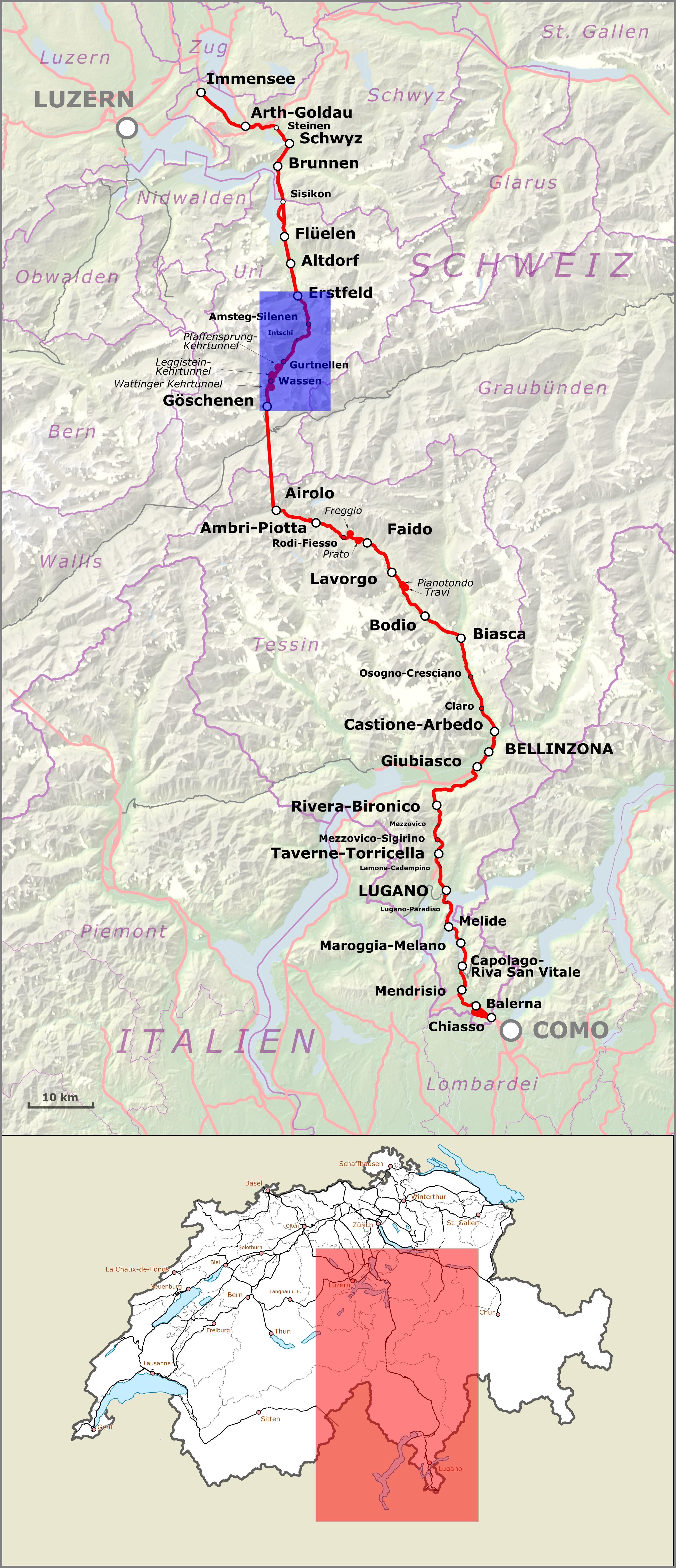
Lage der Nordrampe im Verhältnis zur gesamten Strecke

Die Gleise führen an den Enden hinter einer Abdeckung über einen Gleiswendel in einen Schattenbahnhof an Stelle der Zulaufstrecken von Arth-Goldau und des Gotthardtunnels. Der Schattenbahnhof simuliert die Züge, die von Norden aus Basel oder Zürich beziehungsweise aus Italien und dem Tessin kommen. Die Länge der Fahrt eines einzelnen Modellzugs beträgt 514 m, bis er wieder an seinem jeweiligen Ausgangspunkt zurück ist.
Die Anlage befindet sich in zwei ehemals landwirtschaftlich genutzten Gebäuden und folgt zum Großteil deren Außenwänden. Verbunden mit dem großen Geländemodell ist eine Ausstellung von mehreren Hundert bis zu 50 Jahre alten Modellen von Lokomotiven und Zügen zu sehen. Ebenso gibt es Informationen über die Erbauer der Gotthardbahn, wie Alfred Escher und Louis Favre, aber auch über Mineure,  Schaffner und Reisende.

## Besonderheiten der Anlage
Vom Reusstal sehen die Betrachtenden nur die Talflanke hinter der Eisenbahnstrecke, die andere Seite ist nicht dargestellt. Die Bahn wechselt mit der ebenfalls dargestellten Intschireussbrücke die Talseite. Die Strecke liegt fast auf Augenhöhe der Betrachter, sodass die Besucher neben den Zügen hergehen und so den Anstieg der Strecke mitverfolgen können. Die Strecke ist im Modell etwa 135 m lang.
Entlang der Strecke liegen sieben Ortschaften mit 22 nachgebildeten Tunnels und Galerien sowie 46 Brücken und Viadukten. Für die Häuser in den Dörfern wurden fast keine im Handel erhältlichen Gebäude verwendet. 255 für die Anlage nachgebaute Gebäude geben den Ortschaften ihren individuellen Anblick in jener Zeitepoche.
Die Talwände sind mit mehr als 18.600 Bäumen bepflanzt. Beeindruckend sind die langen Talabschnitte ohne Kunstbauten oder Siedlungen, die vorbildgetreu die Dimension des Eingriffs in die Natur des Alpenraums durch den Bahnbau zeigen. Der weiter umgebende Geländebau ist beinahe abgeschlossen.

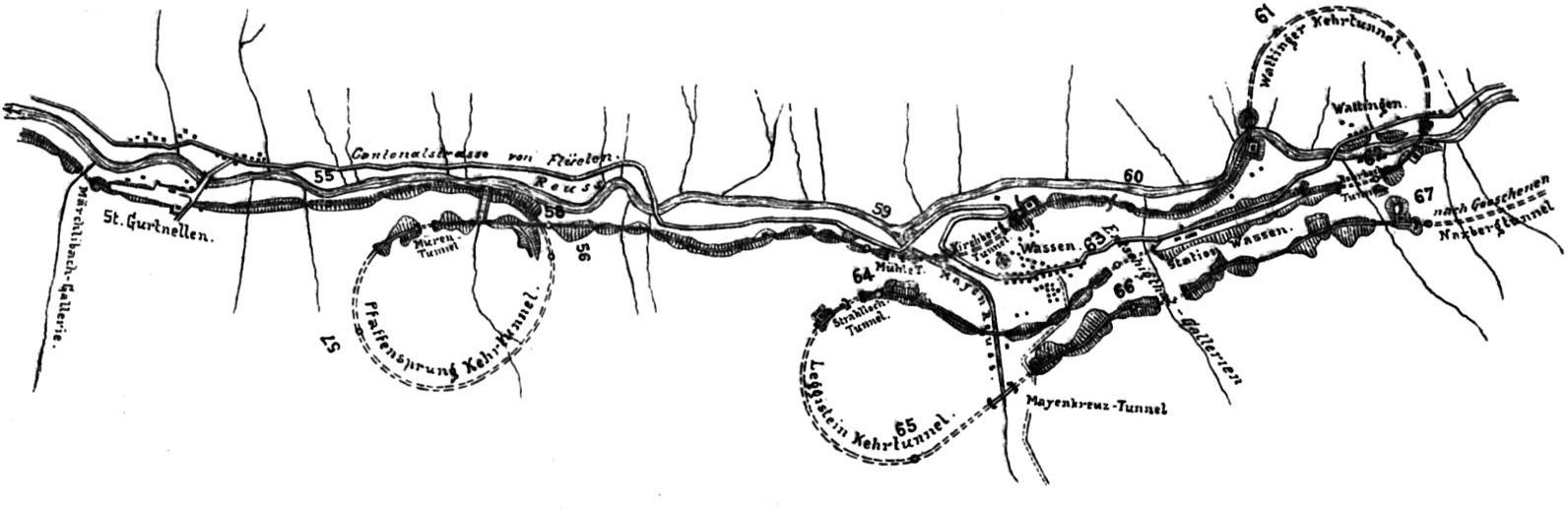
Plan zum Pfaffensprung-Spiraltunnel und den beiden Kehrtunnel zum Höhengewinn in dem engen Reusstal bei Wassen.

Der 1500 m lange Spiraltunnel und die beiden 1100 m langen Kehrtunnel bei Wassen sind im Modell in ihrer Steigung vorbildgetreu dargestellt. Die Züge benötigen anders als zum Beispiel auf der Gotthardanlage im Verkehrshaus der Schweiz für ihre Durchfahrt die tatsächlich zu beobachtenden Zeiten. In Luzern drehen die Züge im Tunnel zwei Kreise, um eine annähernde Wirkung zu erzielen. Die dortige Höhendifferenz der insgesamt stark verkürzten, sichtbaren Strecke beträgt 1,49 m gegenüber 2,6 m in Reichelshofen. Die Doppelschleife mit den Kehrtunneln bei Wassen dient dem Höhengewinn der Strecke in dem in diesem Abschnitt besonders steilen Tal. Sie sind im Modell in ihrer Abfolge bei Bergfahrt oder bei der Talfahrt der Züge durch die Tiefenentwicklung des Landschaftsmodells gut zu erkennen. Die dazwischen befindliche alte Brücke für die Landstraße und die anschließenden Tunnelportale sind vorbildgerecht nachgebildet.

### Besondere Bauwerke
- Der Turm der Edlen von Silenen nach dem Vorbild aus der Mitte des 13. Jahrhunderts.
- Das Kraftwerk Amsteg ist mit offenen Dach über dem Maschinensaal dargestellt, sodass die Turbinen zu sehen sind. Die Dienstbahn entlang der Druckleitungen an der Felswand ist ebenfalls nachgebildet.[7]
- Der Chärstelenbach-Viadukt bei Amsteg und die Zgraggentalbrücke
- Der Seckenviadukt bei Gurtnellen, die einzige Brücke, welche noch heute im Ursprungszustand ist, wenn auch auf Doppelspur verbreitert.[8]
- Das Kraftwerk Wassen
- Der Bahnhof der Schöllenen-Zahnradbahn ist ohne Betrieb dargestellt. Er befindet sich fast auf dem höchsten Punkt der Anlage beidseits der SBB-Station Göschenen.